# أمبارو أوتشوا
أمبارو أوتشوا (بالإسبانية: Amparo Ochoa)‏ (و. 1946 – 1994 م) هي مغنية مؤلفة، ومغنية مكسيكية، ولدت في ولاية سينالوا، توفيت عن عمر يناهز 48 عاماً.

## روابط خارجية
- أمبارو أوتشوا على موقع ميوزك برينز (الإنجليزية)
- أمبارو أوتشوا على موقع أول ميوزيك (الإنجليزية)
- أمبارو أوتشوا على موقع ديسكوغز (الإنجليزية)